# サラブリーFC
サラブリーFC（タイ語: สโมสรฟุตบอลสระบุรี, 英語: Saraburi Football Club）は、タイのサラブリー県をホームタウンとするサッカークラブ。

## 歴史
2009年に創設され、リージョナルリーグ・ディヴィジョン2（3部）の中央・東部リーグに所属した。2010年に中央・東部リーグで初優勝。同チャンピオンシップでグループAの3位に入り、タイ・ディヴィジョン1リーグ（2部）のスパンブリーFCとの昇格プレーオフに進出したが、2試合合計スコア2-3で敗れた。しかし、ディヴィジョン1のナコーンパトム・ユナイテッドFCが2年間の出場停止処分を受けたため、追加で昇格した。

## タイトル

### 国内タイトル
- リージョナルリーグ・ディヴィジョン2 中央・東部 (1) : 2010

## 過去の成績
- 2009 リージョナルリーグ・ディヴィジョン2 中央・東部 : 3位
- 2010 リージョナルリーグ・ディヴィジョン2 中央・東部 : 優勝
  - 2010 リージョナルリーグ・ディヴィジョン2 チャンピオンシップ : グループA 3位 (昇格)
- 2011 タイ・ディヴィジョン1リーグ : 7位
- 2012 タイ・ディヴィジョン1リーグ : 12位
- 2013 タイ・ディヴィジョン1リーグ : 6位

## 歴代所属選手
- 崔守斌 2011
- 村山祐介2013
- 富ヶ原良2019